# ورزازات
ورزازات هي مدينة سياحية مغربية بجهة درعة تافيلالت، وتبعد عن مدينة مراكش بحوالي 200 كلم، وعن مدينة الرشيدية بحوالي 295 كلم. يحدها شمالا الجماعة القروية لغسات، وشرقا الجماعة القروية لادلسان، وجنوبا الجماعة القروية لتارميكت، وغربا الجماعة القروية لأيت زينب. وتشتهر ورزازات بمناظرها الطبيعية الخلابة المحيطة بها، وبتصوير أفلام سينمائية عالمية في نواحيها وفي الإستوديوهات الموجودة بها. وتقع بمدينة ورزازات محطة نور وهي أكبر محطة للطاقة الشمسية في العالم.
تبلغ مساحة الجماعة الحضرية لورزازات 50 كم² تبعا للمرسوم رقم 2.01.1868 الصادر بتاريخ 25/7/2001 بالجريدة الرسمية رقم 4928 بتاريخ 23/8/2001 المحدد للمدار الحضري للمدينة. وتتكون مدينة ورزازات من 4 ملحقات إدراية وهي تضم 38 حي.

## التسمية
عُرفت مدينة ورزازات في القديم باسم “تمغززت” وبعد إختيار موقعها ليكون مقراً إدارياً لإقليم ورزازات، أُطلق عليها اسم “ورزازات”، هذا الاسم الذي يستمد أصله من إندماج كلمتين أمازيغيتين هما: «ور» بمعنى بدون و«زازات» بمعنى الضجيج، وبعد إندماج الكلمتين نحصل على اسم مدينة ورزازت أي مدينة بدون ضجيج أو المدينة الهادئة.

## تاريخ
لفترة طويلة، كانت ورزازات نقطة عبور صغيرة للتجار الأفارقة في طريقهم إلى شمال المغرب وأوروبا. ويعود تاريخ تأسيسها إلى عام 1920م، وكانت عبارة عن ثكنة عسكرية فرنسية خلال الفترة الإستعمارية الفرنسية للمغرب. وتعد قصبة تاوريرت في ورزازات حسب ما يحكي سكانها من القصور المخزنية التي كانت تحت إمرة القائد التهامي الكلاوي، في النصف الأخير من القرن التاسع عشر، والنصف الأول من القرن العشرين حيث حصل على شرعية الحكم من طرف سلطات الحماية الفرنسية.
في عام 1897، تم تصوير أول فيلم سينمائي في المغرب وكان بعنوان «لو شيفريي ماروكان / راعي الماعز المغربي» الذي أنتجه مؤسس الفن السينمائي الفرنسي لويس لوميير، وكان من بين أول التجارب السينمائية في العالم. وتوالت بعده الأفلام الدولية التي إختار منتجوها المغرب فضاءاً للتصوير. ومنذ 1922، إستضافت ورزازات فريق تصوير فرنسي بقيادة المخرج لويتز مورا، الذي صور شريط «الدم»، تلاه فريق ثان بقيادة المخرج فرانز توسان الذي صور «إن شاء الله». وفي عام 1927، إنتهى احتكار السينما الفرنسية لهذه المنطقة، حيث شهد هذا العام تصوير الشريط الألماني «عندما تعود السنونو إلى أعشاشها» لجيمس بوير. ولم تتأخر السينما الأميركية في إكتشاف مفاتن ورزازات التي إستضافت عام 1930 تصوير «قلوب محترقة» لجوزيف فون ستيرنبيرغ، وهو من بطولة مارلين ديتريش وغاري كوبر. وإلتحقت السينما البريطانية بالركب منذ 1938 بتصوير «قافلة الصحراء» لثورتون فريلاند. وإذا كانت تلك الأفلام أقرب ما تكون إلى حالات الإستثناء، فإن درجة إقبال السينمائيين العالميين على ورزازات إرتفعت وتنوعت بعد الحرب العالمية الثانية، لتتأسس قاعدة جديدة، فإحتضنت ورزازات أفلاما فرنسية وأميركية وإسبانية وإيطالية وهولندية وسويدية وبلجيكية، بل وحتى أفلاما من كوريا الجنوبية وجنوب إفريقيا وكوبا والبرازيل. وبعد توقف إضطراري نجم عن الأزمة التي خلفتها أحداث 11 سبتمبر 2001، إستأنفت إستوديوهات ورزازات نشاطها بإيقاع مرتفع.

## السكان
عرف النمو الديمغرافي للمدينة خلال السنوات الأخيرة تطوراً ملحوظاً، حيث إنتقل عدد السكان من 489 53 نسمة سنة 2004 إلى 067 71 نسمة سنة 2014. وبلغ معدل نمو عدد السكان 2.83% ما بين 2004 و 2014 ليفوق بذالك المعدل الوطني 1.25%، كما عرفت المدينة إزدياداً ملحوظاً خلال السنوات الأخيرة في البنايات والمساكن، حيث بنيت أحياء جديدة كالحي المحمدي والمسيرة.

## الدين
يوجد في ورزازات 24 مسجد، و6 مدارس قرآنية.

## التعليم
قائمة المؤسسات التعليمية في ورزازات:

### التعليم الإبتدائي
- مدرسة أسماء بنت أبي بكر
- مدرسة الخنساء
- مدرسة تصومعت
- مدرسة توريرت
- مدرسة وادي الذهب
- مدرسة تامسينت
- مدرسة القدس
- مدرسة حي الوحدة
- مدرسة فدراكوم
- مدرسة السد
- مدرسة الحي الإداري
- مدرسة الفارابي
- مدرسة أطلس
- مدرسة النهضة

### التعليم الثانوي الإعدادي
- الثانوي الإعدادية الغزالي
- الثانوي الإعدادية المجد
- الثانوي الإعدادية النخيل
- الثانوي الإعدادية عبد الرحيم بوعبيد
- الثانوي الإعدادية عبد الكريم الخطابي

### التعليم الثانوي التأهيلي
- الثانوي التأهيلية محمد السادس
- الثانوي التأهيلية سيدي داود
- الثانوي التأهيلية مولاي رشيد
- الثانوي التأهيلية ابن الهيثم التقنية
- الثانوي التأهيلية أنوال

### الكليات والمعاهد
- الكلية متعددة التخصصات FP: وهي كلية تقدم شعب لأول مرة في التعليم الجامعي، تتلائم مع خصوصية المدينة (إدارة الإنتاج السينمائي والسمعي البصري - الثقافة السياحية والتنمية المستدامة - اللغات الأجنبية التطبيقية والتواصل - هندسة الطاقة والطاقة المتجددة - التقنيات السمعية والبصرية والوسائط المتعددة - السينما والتقنية والجماليات - علوم الأرض وتقنيات تنمية الموارد التعدينية - الكيمياء التطبيقية وتثمين المواد الطبيعية - الذكاء الاصطناعي وهندسة البرمجيات - الأمن الإلكتروني - تصميم تجربة المستخدم/واجهة المستخدم - الاقتصاد القياسي - المحاسبة المالية الضرائب).
- المعهد المتخصص للتكنولوجيا التطبيقية ISTA: يوفر العديد من الشعب والتخصصات من بينها، الألومنيوم، التبريد، الكهرباء، السباكة الصحية، الصيانة الصناعية، إصلاح الآلات والسيارات، المحاسبة، تكنولوجيات المعلومات، الشبكات المعلوماتية.
- المعهد المتخصص في مهن السينما ISMC: وهو معهد يهدف إلى تكوين تقنيين وتقنيين متخصصين في مجال السمعي والبصري والسينما، وهو يوفر التكوين في العديد من التخصصات من بينها: التصوير والآليات، تصميم الملابس، الحلاقة والمكياج السينمائي، تدبير الإنتاج، الديكور والمناظر، المؤثرات الخاصة، السمعي البصري.
- معهد التكوين في مهن الطاقات المتجددة والنجاعة الطاقية IFMEREE: الذي يعد قطب امتياز فريد من نوعه في المغرب يقترح مناهج دراسية خاصة بالمهن الخضراء للاستجابة إلى متطلبات سوق الطاقات المتجددة الذي يشهد نمواً كبيراً. حيث يهدف إلى تكوين تقنيين و تقنيين متخصصين في المهن ذات الصلة بالطاقات المتجددة والنجاعة الطاقية، ويشمل التكوين مسلكي : النجاعة الطاقية - أنظمة الطاقة الشمسية.
- المركز الجهوي لمهن التربية والتكوين لجهة درعة تافيلالت - فرع ورزازات CRMEF.
- الثانوية التأهيلية الأمير مولاي الحسن مركز الاقسام التحضيرية: تتوفر على الأقسام الآتية: الفيزياء والكيمياء والعلوم المهندس PCSI - الاقتصاد والتجارة : التخصص التكنولوجي ECT - الاقتصاد والتجارة : التخصص العلمي ECS.
- مركز أقسام تحضير شهادة التقني العالي BTS (الثانوي التأهيلية ابن الهيثم التقنية): تتوفر على الأقسام الآتية: تطوير نظم الإعلام DSI - التدبير السياحي MT.
- المدرسة العليا للتكنولوجيا EST: (في طور البناء)
- المدرسة الوطنية للتجارة و التسييرENCG: (في طور البناء)

## النقل والمواصلات

### النقل الطرقي
تم إسناد النقل الحضري في مدينة ورزازات إلى شركة خاصة بأسطول متكون من 18 حافلة، وهي تغطي 4 خطوط على طول 37 كلم. كما تتوفر ورزازات على محطة حافلات للتنقل بين المدن.

### النقل الجوي
مطار ورزازات هو مطار دولي يقوم بتشغيل رحلات جوية داخلية إلى زاكورة، مراكش، والدار البيضاء، ورحلات جوية دولية إلى بعض المدن الأوروبية.

## محطة نور
تقع محطة نور بمدينة ورزازات وهي أكبر محطة للطاقة الشمسية في العالم.

## الصحة
تتوفر ورزازات على مستشفى إقليمي واحد "سيدي احـساين"، و3 مراكز صحية (المستوى الأول)، ومستشفى واحد للتخصصات "بوكافر"، ومركزين لتصفية الدم، ومركز مرجعي للصحة الإنجابية، ومختبر للصحة العمومية، بالإضافة إلى 31 صيدلية، و3 مراكز للإسعافات الأولية.

## الاقتصاد
يعتمد اقتصاد المدينة بشكل كبير على الموارد المالية التي يوفرها قطاع السياحة والسينما.

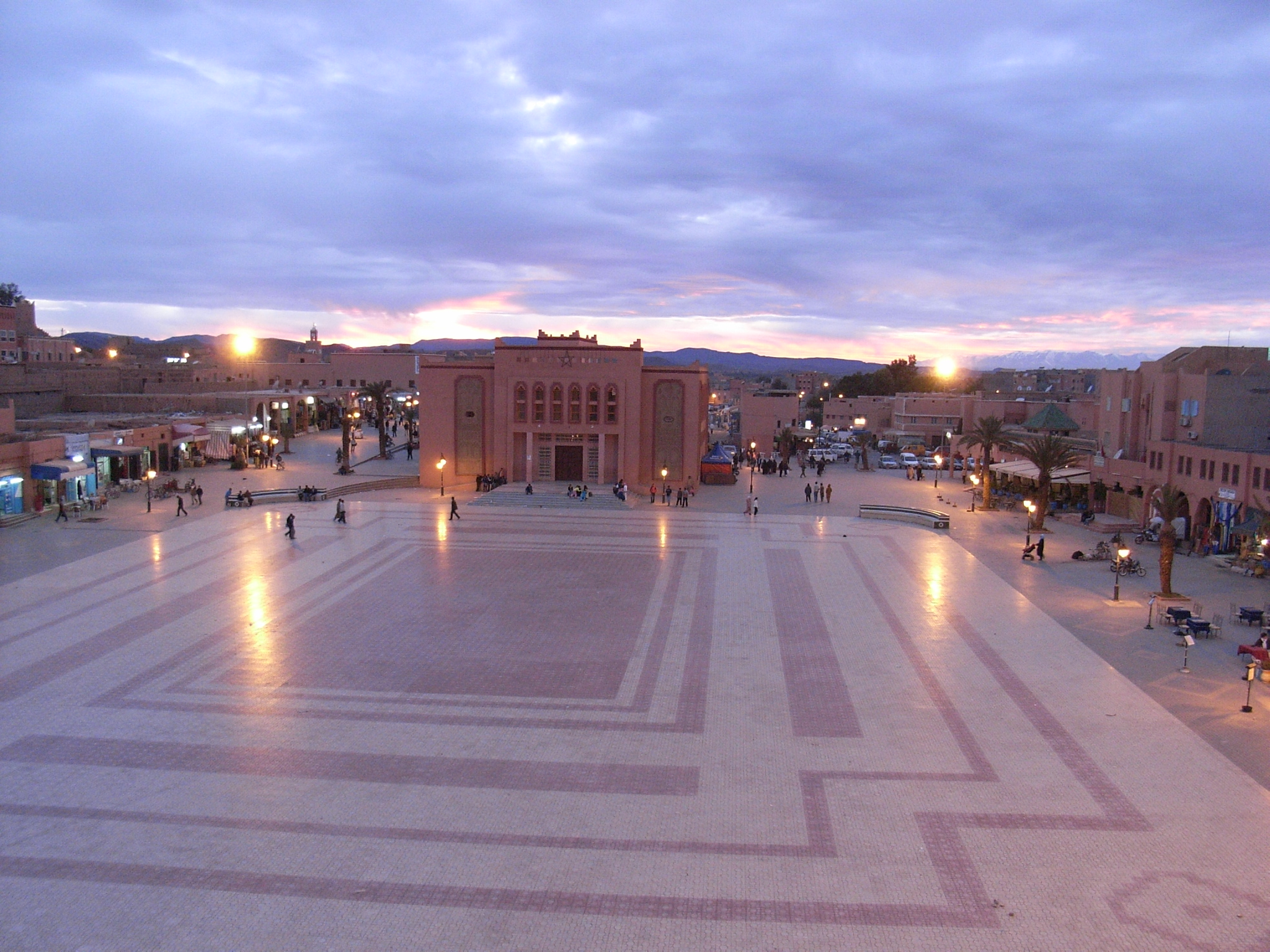
ساحة الموحدين

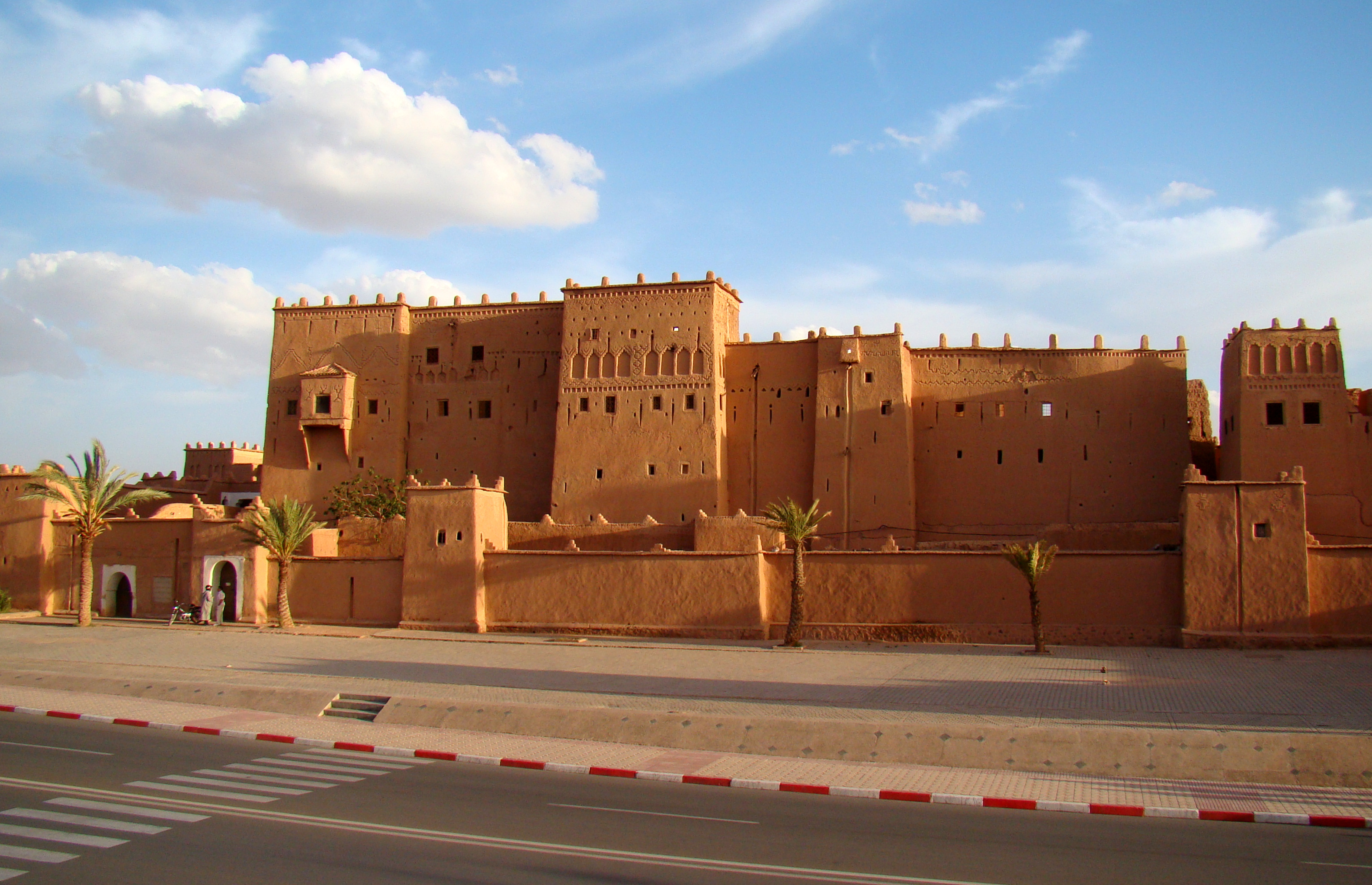
قصبة تاوريرت

## السياحة
يوجد في ورزازات العديد من الفنادق المصنفة ودور الضيافة، وإلى غاية سنة 2016، وصل عدد السياح بورزازات إلى 719 192 سائح. تزخر ورزازات كغيرها من مناطق المملكة، بمؤهلات سياحية كبيرة، متنوعة ومتنامية، وهي مؤهلات تجمع بين الطاقة الإيوائية المناسبة بالنظر إلى عدد الفنادق المصنفة والرصيد التاريخي والتراثي من قبيل القصبات والقصور والواحات والجبال الشامخة والمآثر التاريخية الساحات
- ساحة الموحدين
- ساحة 3 مارس

### [14]الحدائق
- حديقة 9 يوليوز
- حديقة 6 نونبر

### القصبات
عرفت القصبات فترة من الإهمال إلى حدود 2011 حيث تم وضع مشروع مغربي لصيانة القصبات بمشاركة الشركة المغربية للهندسة السياحية بالاستثمار بمساندة الأمم المتحدة 

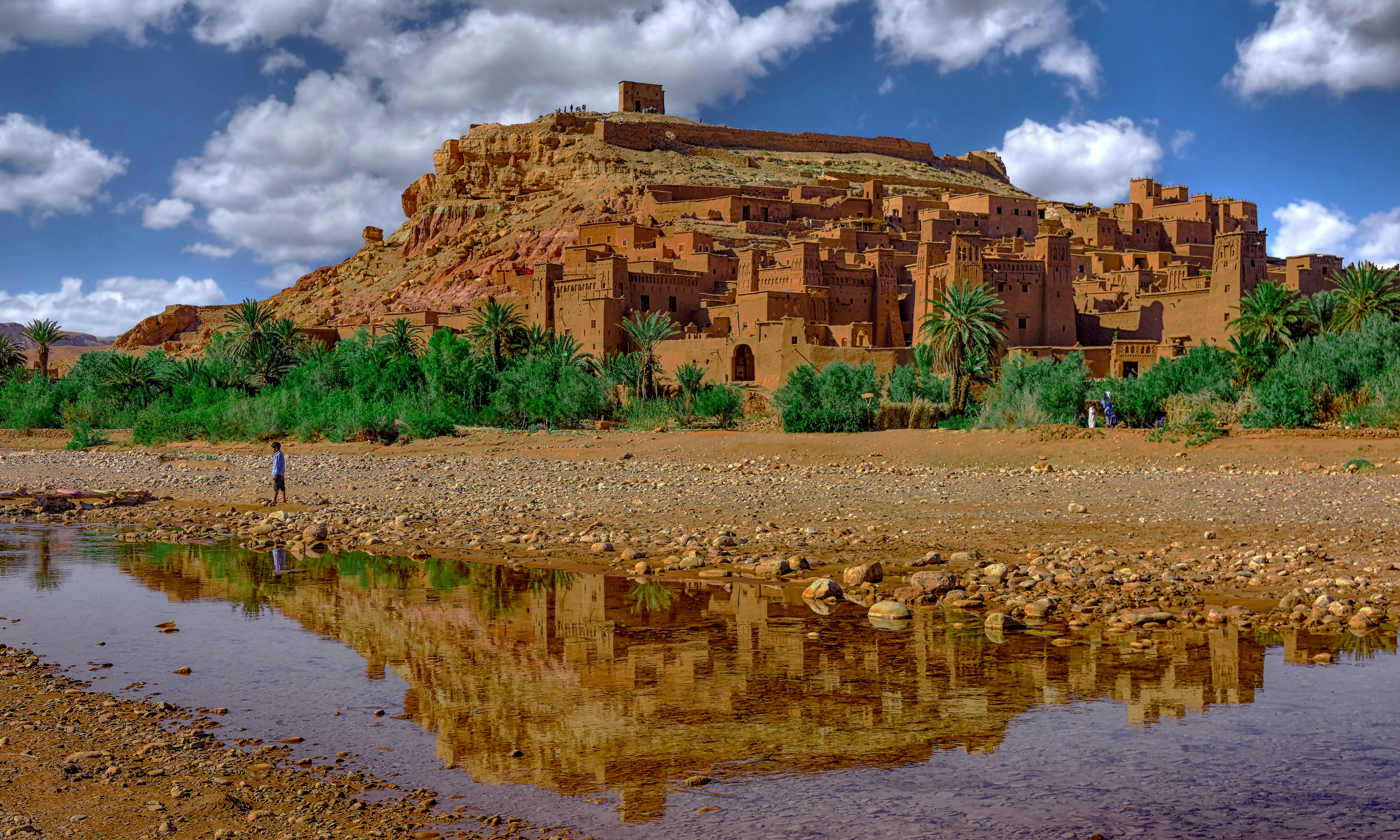
قصبة آيت بن حدو ورزازات

- قصبة أيت بن حدوعلى بعد 30 كيلومترا شمال مدينة ورزازات
- قصبة تاوريرت
- قصبة تيفولتوت

## السينما

### الإستوديوهات

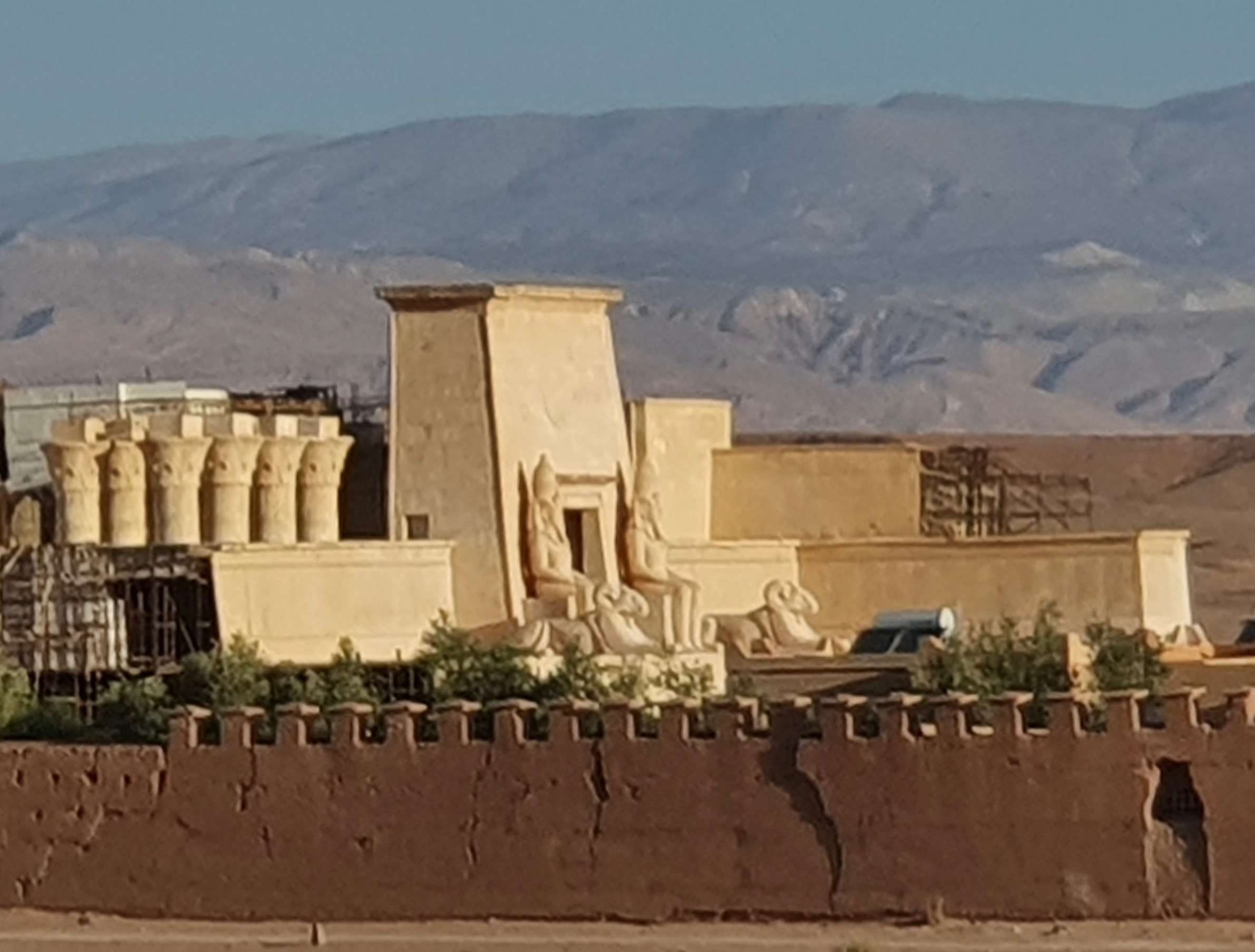
استوديو أطلس

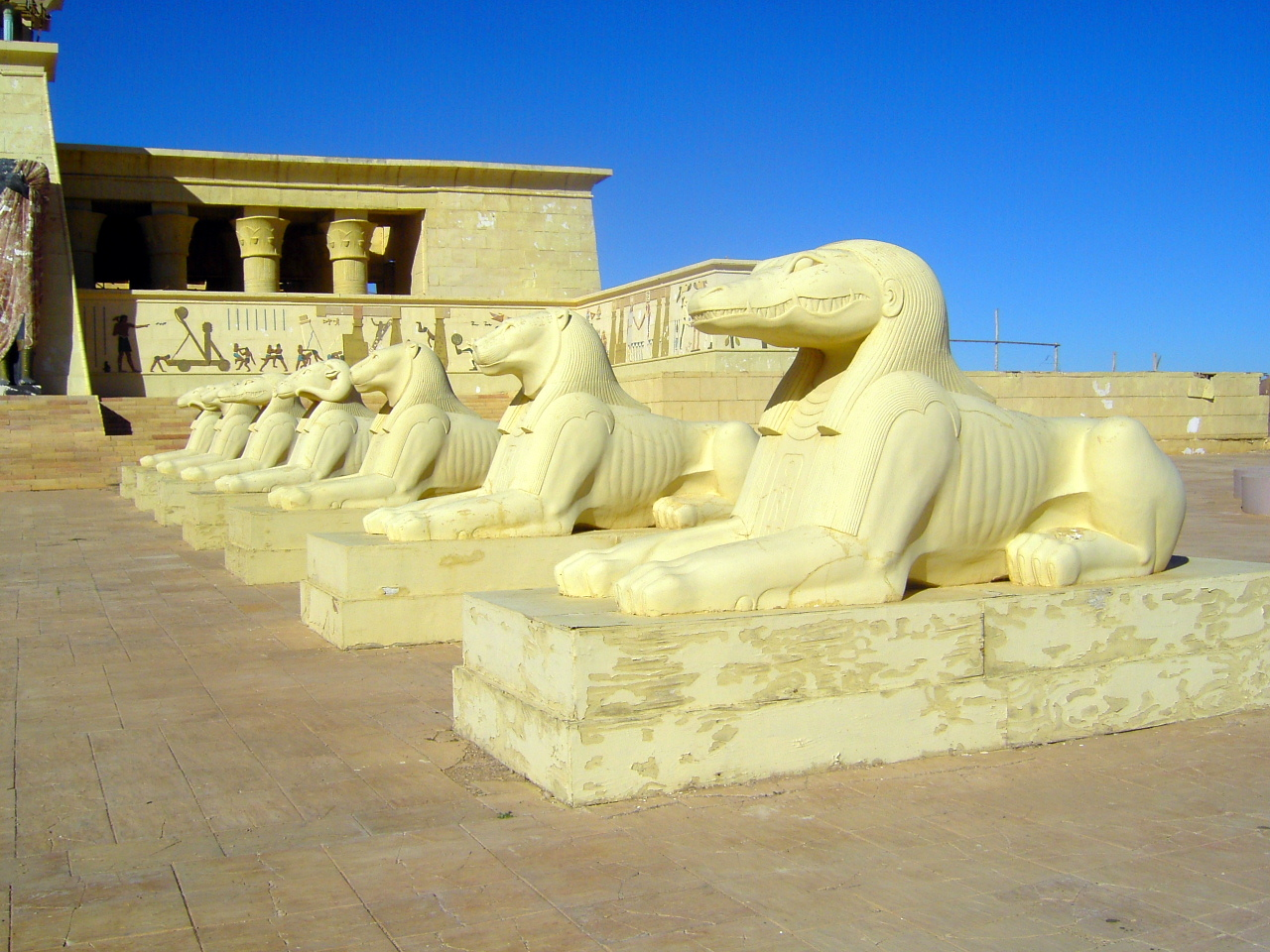
استوديوهات CLA في المدينة

تحتضن مدينة ورزازات مجموعة من الإستوديوهات الضخمة التي صوّرت بها العديد من الأفلام العالمية، وهي مبنية على مساحات كبيرة بمدخل المدينة ومفتوحة على فضاء شاسع يشمل مناظر جبلية ساحرة، ويضم معامل للمهن السينمائية، من خياطة ونجارة وصباغة وماكياج وجبس ونقاشة ومؤثرات فنية، ومواقع للمتفجرات، وإسطبلات لمئات الخيول والجمال، ومكاتب لإدارة الإنتاج، واستديوهات للتصوير، إضافة إلى وحدات فندقية مصنفة بكافة مرافقها الضرورية، كما أن العديد من المخرجين العالميين يختارون تصوير أفلامهم بورزازات نظراً لعدة عوامل أهمها، الديكورات الطبيعية المتنوعة التي تزخر بها المنطقة، والتسهيلات الإدارية والمالية التي تقدمها السلطات، والخبرة التي توفرها المؤسسات المحلية المتخصصة في السينما.

### أهم الأفلام المصورة بورزازات
- 1962: لورنس العرب، من إخراج ديفيد لين، وبطولة بيتر أوتول.
- 1975: الرجل الذي سيصبح ملك، من إخراج جون هيوستن
- 1987: أضواء النهار الحية
- 1988: الإغراء الأخير للسيد المسيح
- 1997: كوندون، من إخراج مارتن سكورسيزي
- 2000: غلاديايتر، من إخراج ريدلي سكوت، بطولة راسل كرو
- 2001: لعبة تجسس
- 2005: مملكة الجنة، من إخراج ريدلي سكوت
- 2006: بابل، من إخراج أليخاندرو غونزالس إناريتو
- 2011: صراع العروش، مسلسل تلفزيوني درامي خيالي أمريكي
- 2013: أتلانتيس (مسلسل تلفزيوني)
- 2017: بريزون بريك (الموسم 5)

## المناخ
الطقس في ورزازات قاري وحار صيفاً مع أكثر من 45 درجة، وبارد شتاء أقل من 3 درجات تحت الصفر، ويتميز مناخ ورزازات بقلة التساقطات المطرية، واجتياح رياح عاصفية رملية خاصة في فصلي الصيف والخريف.

## الرياضة

### الملاعب
- ملعب سيدي داود
- ملعب القرب بحي آيت كضيف
- ملعب لكرة القدم المصغرة بحي آيت كضيف
- ملعب القرب بحي الوحدة
- ملعب القرب بحي واد الذهب (تيشكا)
- ملعب القرب بحي فدراكوم
- ملعب القرب بالحي المحمدي

## الثقافة
- المهرجان الوطني لفنون أحواش